# یلوه جنگلی پس‌سرحنایی
یلوهٔ جنگلی پس‌سرحنایی (Aramides albiventris) یک گونه از پرندگان خانوادهٔ یلوگان است و عمدتاً در جنگل‌ها و جنگل‌های حرا در آمریکای مرکزی زندگی می‌کند.

## زیرگونه‌ها
- Aramides albiventris mexicanus - Bangs، 1907 - در جنوب مکزیک
- Aramides albiventris albiventris - Lawrence، 1867 - از یوکاتان تا بلیز و شمال گواتمالا
- Aramides albiventris vanrossemi - Dickey، 1929 - از اوآخاکا (جنوب مکزیک) تا جنوب گواتمالا و السالوادور
- Aramides albiventris pacificus - AH Miller & Griscom، 1921 - در دامنه کارائیب هندوراس و نیکاراگوئه
- Aramides albiventris plumbeicollis - Zeledon، 1888 - در شمال شرق کاستاریکا

## پراکندگی و زیستگاه
یلوه جنگلی پس‌سرحنایی از جنوب مکزیک تا کاستاریکا یافت می‌شود. زیستگاه‌های طبیعی آن جنگل‌های دشت نمناک نیمه‌گرمسیری یا گرمسیری، جنگل‌های حرای نیمه‌گرمسیری یا گرمسیری و باتلاق‌های نیمه‌گرمسیری یا گرمسیری است.

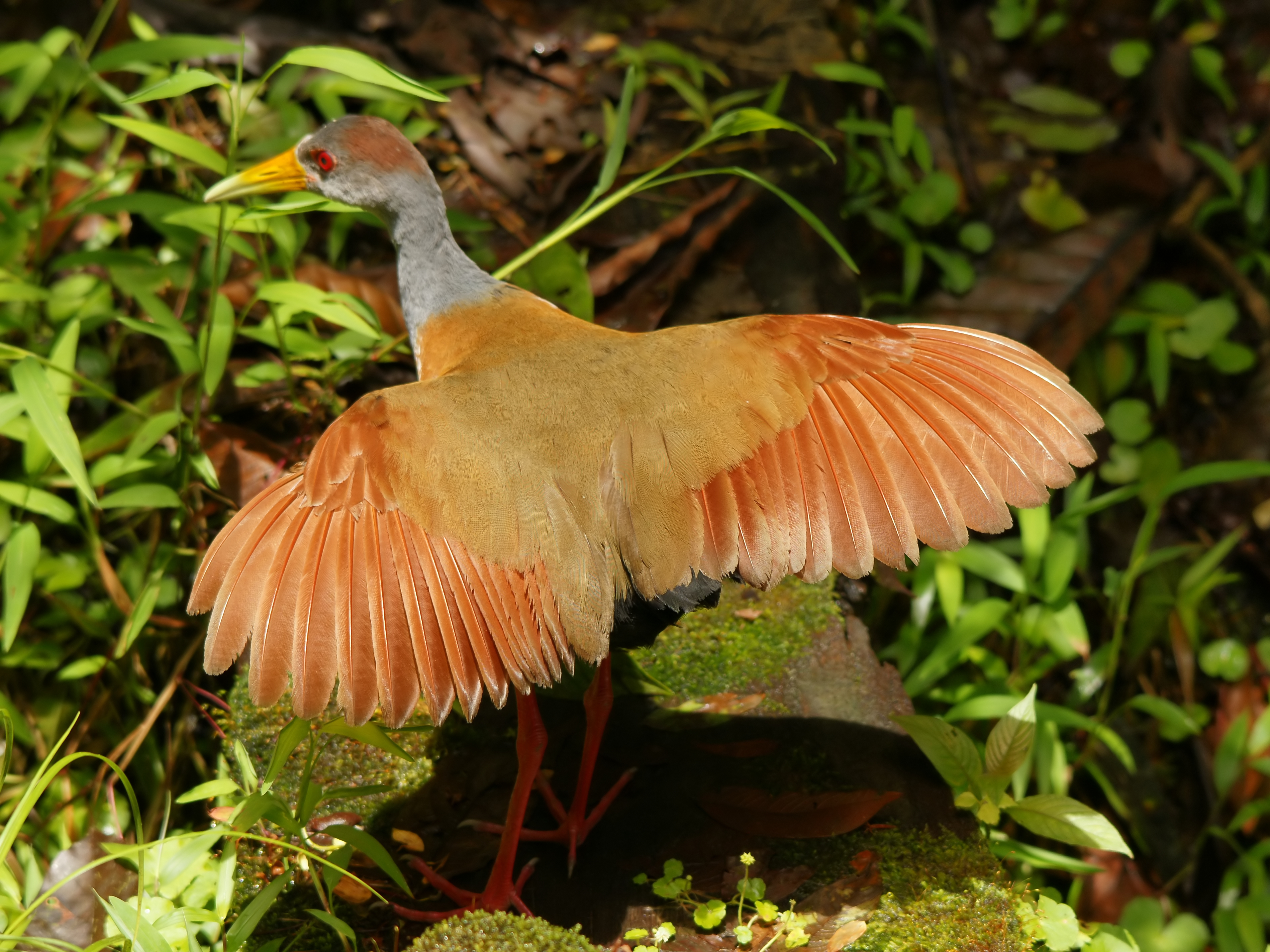
A. a. plumbeicollis در حال نمایش رنگ بال و سر